# Леон — ошибка саванны
«Леон — ошибка саванны» (фр. Léon (t)erreur de la savane) — французский мультипликационный телесериал, состоящий из 52 эпизодов по 3 минуты. Авторы сериала: Александра Со (также работавшая над сериалом La Chouette), Антуан Родле и Жослен Шарье. Транслировался с 21 декабря 2009 г. по телеканалу France 3, затем повторно по каналу Canal J.

## Содержание
В оригинальном французском названии — игра слов. Léon — одновременно «лев» и имя персонажа, terreur — ужас, erreur — ошибка.
Герой сериала — молодой лев Леон, которому вечно не везёт — ни на охоте, ни в отношениях с прекрасным полом.

## Эпизоды
1. Saut en hauteur — Прыжок ввысь
2. Un nid pour deux — Гнездо для двоих
3. La Baballe -
4. Chasse gardée -
5. Créature de rêve — Создание мечты
6. Concentré de jeunesse
7. 4 x 400 mètres — 4 х 400 метров
8. Clone impact
9. Faim captivante — Неутолимый голод
10. Bas les masques ! — Маски сняты!
11. Électrochocs — Электрошок
12. Café frappé -
13. Alien lion — Лев-пришелец
14. Safari photo — Фото с сафари
15. Cache-cache — Прятки
16. À la broche
17. Course à l'œuf — Бег за яйцом
18. Ticket choc
19. Ultrasons — Ультразвуки
20. Maraboutage
21. Balle de match
22. Twister
23. L’Aimant vivant
24. Rallye safari
25. Les Petits Raseurs
26. Léon a dit
27. Copie conforme — Точная копия
28. Girafe mécanique — Механический жираф
29. Paranoïa — Паранойя
30. Poil à gratter — Почесать шерсть
31. Vu à la télé
32. Sorcellerie — Колдовство
33. Palabres
34. Rois du rire